# Jean Corston, Baroness Corston

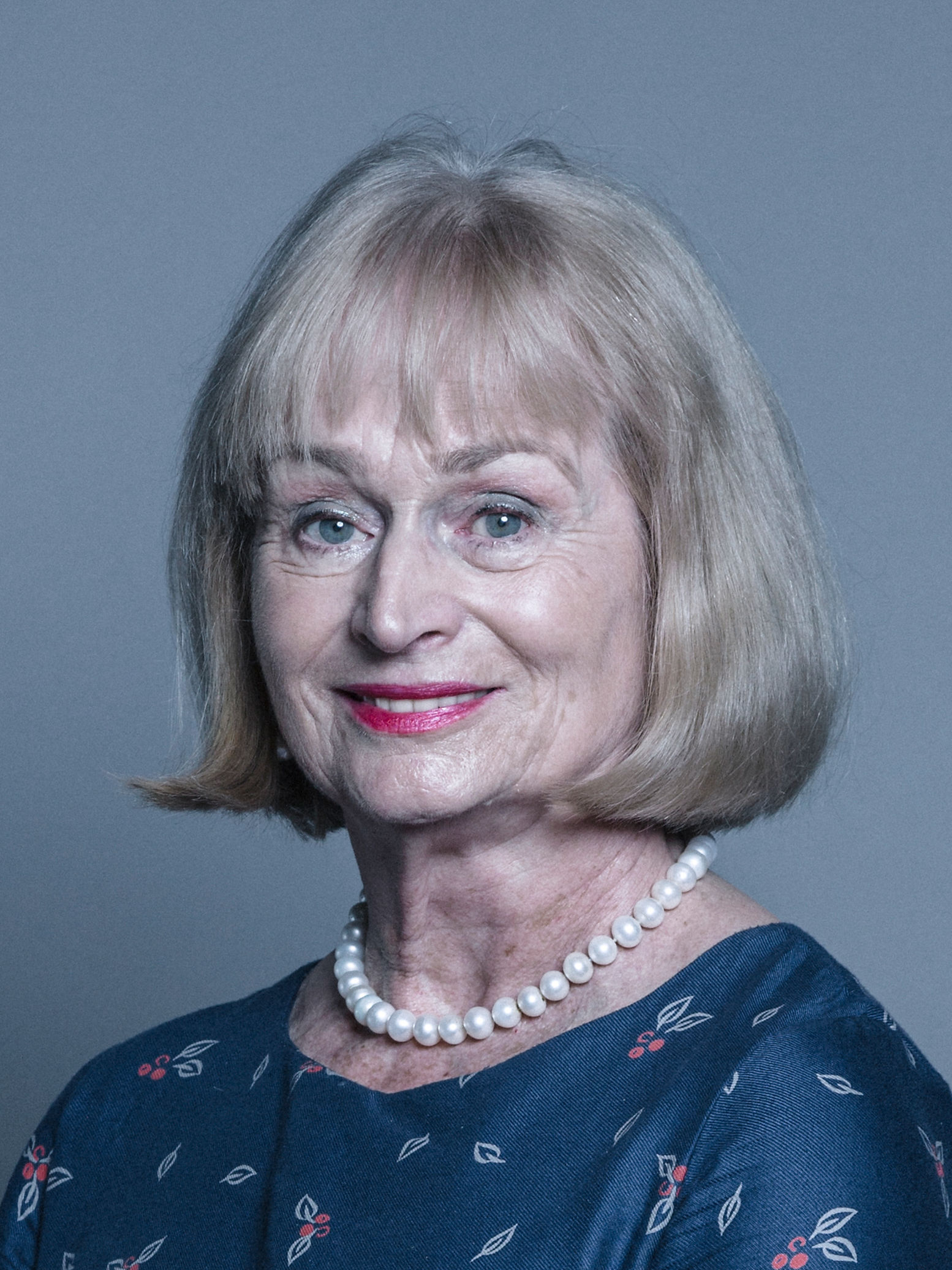
Jean Corston, Baroness Corston

Jean Ann Corston, Baroness Corston, PC (* 5. Mai 1942) ist eine britische Politikerin der Labour Party und Life Peer.

## Frühes Leben
Jean Ann Parkin ging auf die Yeovil Girls’ High School in Yeovil und das Somerset College of Arts and Technology. Sie arbeitete bei der Finanzbehörde. An der London School of Economics schloss sie 1989 mit dem Bachelor of Laws ab. Von 1989 bis 1990 studierte sie an der Inns of Court School of Law und der Open University. Nach ihrem Examen wurde sie Barrister.

## Politische Karriere
Corsten war von 1992 bis 2005 Member of Parliament für die Labour Party im Wahlkreis Bristol East. Vor dem Verlust ihres Mandats bei der Parlamentswahl 2005 war sie Fraktionsführerin der Labour Party als erste Frau, die diesen Posten innehatte.
Am 13. Mai 2005 wurde bekanntgegeben, dass sie zum Life Peer ernannt werde und am 29. Juni 2005 wurde sie Baroness Corston.
Sie wurde vom Home Office (Innenministerium) beauftragt eine Untersuchung zu erstellen über Frauen im britischen Strafjustizsystem, die 2007 veröffentlicht wurde. Der Bericht wurde unter dem Namen Corston Report bekannt.

## Persönliches
1961 heiratete sie Christopher Corston, mit dem sie einen Sohn und eine Tochter hat. Von 1980 bis zu dessen Tod im Jahre 2009 war ihr Partner der Soziologe Peter Townsend. Sie heirateten 1985.